# Lies for the Liars
| Recensione | Giudizio |
| ---------- | -------- |
| AllMusic   |          |

Lies for the Liars è il terzo album in studio del gruppo musicale statunitense The Used, pubblicato nel 2007 dalla Reprise Records.

## Tracce
1. The Ripper – 2:56
2. Pretty Handsome Awkward – 3:33
3. The Bird and the Worm – 3:46
4. Earthquake – 3:29
5. Hospital – 2:58
6. Paralyzed – 3:14
7. With Me Tonight – 3:06
8. Wake the Dead – 4:14
9. Find a Way – 3:23
10. Liar Liar (Burn In Hell) – 2:57
11. Smother Me – 6:18

## Tracce bonus
La band ha rilasciato, distribuite in varie edizioni limitate e nei singoli, 8 b-side i cui nomi sono:
- Dark Days
- Devil Beside You
- Silt Your Own Throat
- My Pesticide
- Sun Comes Up
- Sick Hearts
- Pain
- Tunnel